# Raymond Collishaw

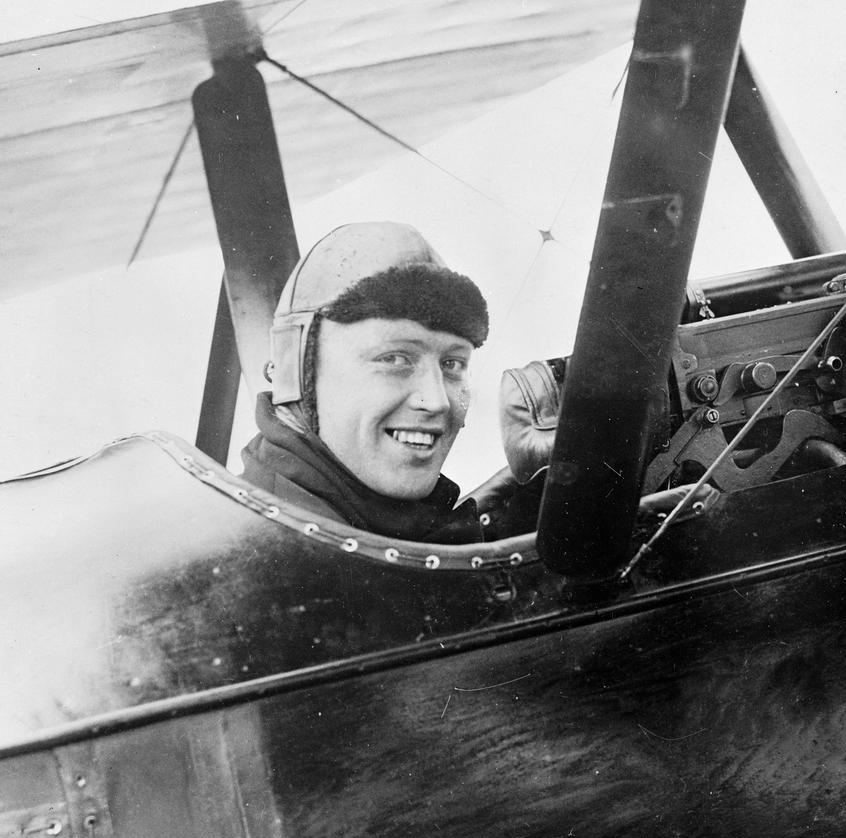
Collishaw im Cockpit seiner Sopwith Camel

Raymond „Ray“ Collishaw (* 22. November 1893 in Nanaimo; † 28. September 1976) war ein Jagdflieger mit der höchsten Abschusszahl im britischen Royal Naval Air Service und der sechsthöchsten Anzahl von Luftsiegen aller Piloten während des Ersten Weltkrieges. Während des Zweiten Weltkrieges kommandierte er die britischen Luftwaffeneinheiten in Nordafrika bis zum Juli 1942. Er erreichte den Rang eines Air Marshal.

## Frühen Jahre
Raymond Collishaw wurde in Nanaimo, British Columbia, Kanada am 22. November 1893 geboren. Mit 15 verließ Collishaw die Schule und schloss sich dem kanadischen Fischereischutz (Canadian Fisheries Protection Services) als Schiffsjunge an. Er war an Bord der Alcedo, die auf der Suche nach Vilhjálmur Stefánsson Expedition in den nördlichen Polarkreis segelte. Unglücklicherweise war das Schiff zu spät und Stefanssons Schiff, die Karluk, war von Eis umgeben und einige Männer waren bereits gestorben. Bis 1915 hatte sich Collishaw bis zum Ersten Offizier eines Schiffes hochgearbeitet.

## Erster Weltkrieg
Bei Ausbruch des Ersten Weltkrieges versuchte Collishaw in die Royal Canadian Navy einzutreten, aber nachdem er nach einiger Zeit noch keine Antwort erhalten hatte, bewarb er sich beim Royal Naval Air Service. Collishaw wurde angenommen unter der Bedingung, dass er auf eigene Kosten einen Flugkurs besuche.
Doch die Royal Navy entschied sich anders und schiffte Collishaw, nachdem er seine Grundausbildung hinter sich gebracht hatte, nach England ein, damit er dort seine Flugausbildung beenden sollte. An Bord des Schiffes, das Collishaw nach Übersee brachte, war auch Lloyd Samuel Breadner, der während des Zweiten Weltkrieges zum Air Marshal der Royal Canadian Air Force aufstieg.
Nachdem er seine Fluglizenz erhalten hatte, wurde Collishaw zum 3. Marinegeschwader (No. 3 (Bombing) Wing) versetzt, einer Bombereinheit, die Sopwith 1½ Strutters flog. Im Januar 1917 wurde Collishaw allein fliegend von 6 deutschen Jägern angegriffen. Nachdem sein Auge verletzt und seine Instrumente zerstört worden waren, schoss Collishaw eines der deutschen Flugzeuge ab und entkam schließlich. Ohne seine Instrumente zur Navigation landete er versehentlich auf einem deutschen Flugplatz und wurde bei seiner Flucht erneut von deutschen Jägern verfolgt. Dennoch gelang ihm die Flucht zu einem französischen Aerodrome.
Während der nächsten Monate schoss Collishaw noch ein Flugzeug ab, bevor er Ende April 1917 zur 10. Marinestaffel (No. 10 (Naval) Squ.) versetzt wurde. Dort wurde er Führer des von ihm gegründeten B-Flight (Black Flight). In schwarz gestrichenen Sopwith Triplanes, denen sie Spitznamen gaben (Collishaw nannte sein Flugzeug Black Maria), wurden die Piloten, alle Kanadier, innerhalb der nächsten Wochen und Monate zum Schrecken der deutschen Flieger. Innerhalb von 3 Monaten schossen die Mitglieder des Black Flights 87 deutsche Flugzeuge bei nur 2 eigenen Verlusten ab. Am 15. Juli wurde er abgeschossen. Das DSC erhielt er am 20. Juli nach Erreichen von 38 Abschüssen, bevor er anschließend nach Kanada zurückbeordert wurde. Der DSO folgte zwei Wochen später.
Nach der Rückkehr nach Frankreich übernahm er am 24. November 1917 das Kommando über die 3. Marinestaffel (No. 13 (Naval) Squadron), anschließend wurde ihm die No. 3 (Naval) Squadron unterstellt, die er bis zu seiner Abkommandierung nach England im Oktober 1918 befehligte. Nach der Vereinigung von RNAS und Royal Flying Corps am 1. April 1918 zur Royal Air Force, erhielt die Einheit die Bezeichnung No 203. Squadron (RAF).
Hoch dekoriert und inzwischen Major wurde er Anfang Oktober 1918 von der Front abgezogen, um mit einigen anderen kanadischen sogenannten Fliegerassen Pläne für eine kanadische Luftwaffe zu erstellen. Collishaw beendete den Krieg mit 60 bestätigten Luftsiegen, wobei zu berücksichtigen ist, dass drei davon als Gruppenabschüsse erzielt wurden.
Obwohl Collishaw während des Krieges zweimal für höchste britische Tapferkeitsauszeichnung, das Viktoria-Kreuz, vorgeschlagen worden war, wurde ihm diese Auszeichnung nicht verliehen.

## Russischer Bürgerkrieg
Am Ende des Krieges blieb Raymond Collishaw in der Royal Air Force und wurde Berufsoffizier. Er kämpfte 1919 in Russland als Teil der Alliierten Intervention auf Seiten der Weißrussen im Russischen Bürgerkrieg. Er erzielte einen weiteren Abschuss in diesem grausam geführten Konflikt und versenkte ein gegnerisches Kanonenboot mit einer von seiner Sopwith Camel abgeworfenen Bombe und zerstörte zwei Eisenbahnzüge.

## Zwischen den Weltkriegen
Im August 1920 wurde Collishaw nach Persien geschickt, wo er bis 1923 blieb und mit der RAF die britischen Interessen in diesem Gebiet mit Waffengewalt durchsetzte.
Nach der Kampagne im mittleren Osten übernahm Collishaw das Kommando über eine Staffel, bevor er das RAF Staff College in Andover besuchte, wo er bereits bemerkte, dass die RAF sich nicht auf die Entwicklung des Luftkrieges vorbereite.
In den folgenden Jahren diente er als Staffelkommandant, u. a. auf einem Flugzeugträger und auf Stabspositionen, bevor er nach Nordafrika versetzt wurde, wo er bei Beginn des Zweiten Weltkrieges immer noch stationiert war.

## Zweiter Weltkrieg
Mit Ausbruch des Krieges wurde Collishaw zum Air Commodore befördert und ihm wurde das Kommando über die No. 204 Group in Nordafrika, die spätere Desert Air Force, übertragen. Trotz Unterzahl und veralteter Flugzeuge hielt die No. 204 Group den Feinden stand, was auch Collishaw zu verdanken war. So täuschte er z. B. den Gegner, indem er den einzigen zur Verfügung stehenden modernen Jäger, eine Hawker Hurricane, ständig von Basis zu Basis fliegen ließ, um vorzutäuschen, es wären mehrere Staffeln dieses Typs in der Region stationiert.
Im Juli 1942 wurde Collishaw aus Nordafrika abgezogen und durch Air Vice Marshal Arthur Coningham ersetzt. Er selbst wurde zum britischen Flottenstützpunkt Scapa Flow versetzt, wo er das Kommando über die No. 12 Group (Fighter Command) erhielt – ein ruhiger Posten nach dem Dienst an der Front. Ein Jahr später wurde Raymond Collishaw, inzwischen Air Vice Marshal, unfreiwillig aus der Royal Air Force pensioniert.

## Zivilleben
Für den Rest des Zweiten Weltkriegs engagierte sich Collishaw in einer zivilen Luftschutzorganisation.
Nach dem Krieg kehrte Collishaw nach British Columbia zurück, wo Teilhaber einer Mine in der Nähe von Barkerville wurde und ein ruhiges und friedliches Leben führte. Raymond Collishaw starb am 28. September 1976 in West Vancouver, British Columbia, im Alter von 82 Jahren.
Seine Autobiographie erschien unter dem Titel Air Command, A fighting pilot’s Story und wurde 1973 veröffentlicht.

## Militärische Auszeichnungen
- Distinguished Service Order (DSO) (mit Spange)
- Officer of the Order of the British Empire (OBE)
- Distinguished Service Cross (DSC)
- Distinguished Flying Cross (DFC)
- Croix de guerre
- Order of St.Anne (Russland)